# Fused Grid

Ein Stadtviertel mit vier Wohngebieten und Mischgebiet

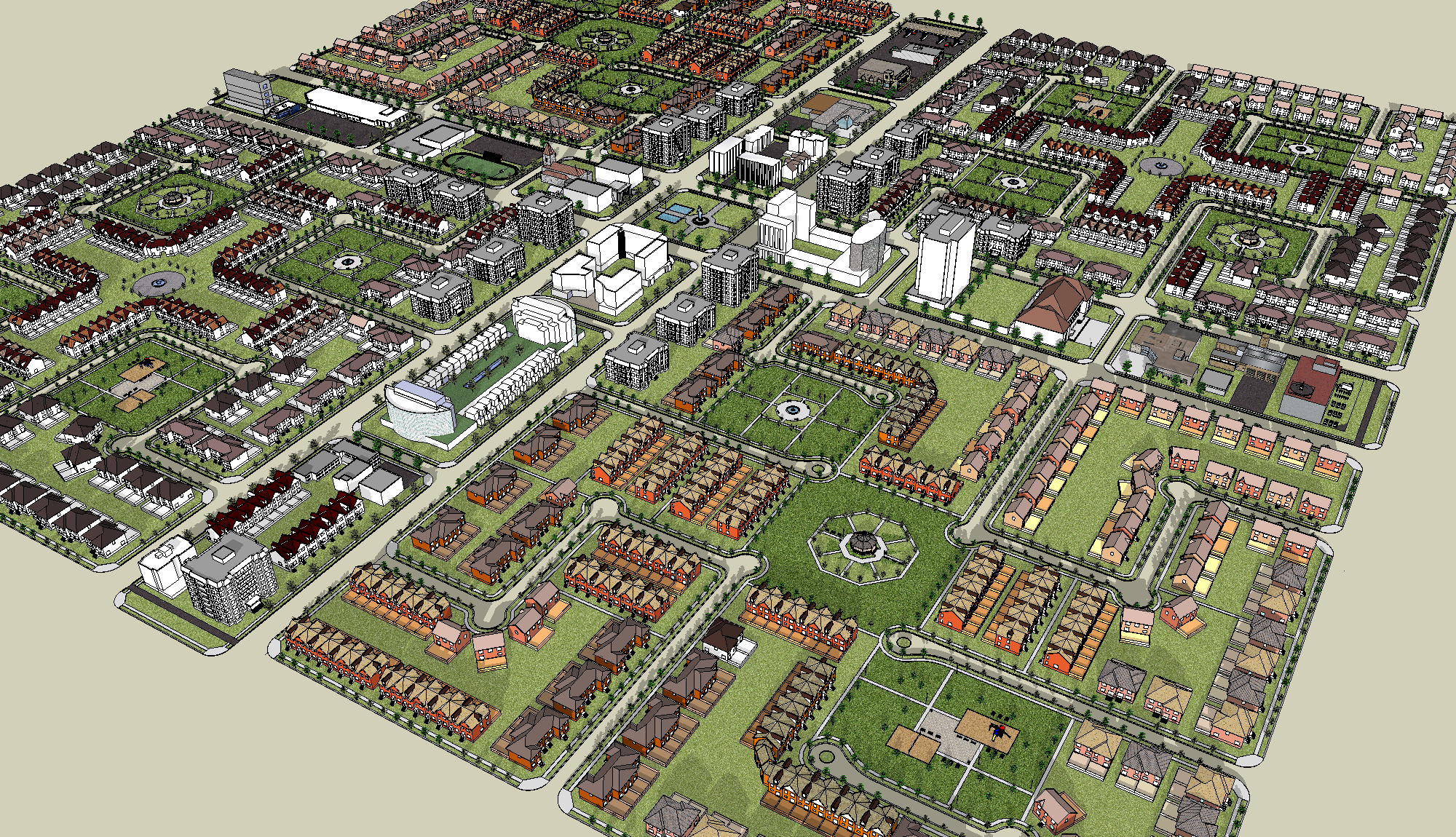
Mögliche Ausgestaltung eines Stadtviertels mit vier Wohngebieten und Mischgebieten zwischen den zweispurigen Zubringerstraßen

Fused Grid (deutsch etwa: Rasterverschmelzung) bezeichnet die Synthese zweier nordamerikanischer Konzepte bei der Planung neuer Vororte und Planstädte.
Da im 19. Jahrhundert übliche strenge schachbrettartige Raster (Grid Plan) wurde mit anderen Gestaltungsformen kombiniert, die sich entweder an historischen Stadtgrundrissen orientierten oder neu entwickelt wurden. Bekannt wurde unter anderem das Ende der 1920er entstandene Radburn Konzept. Das Entwurfsprinzip der sich schlängelnden, kurvenförmigen Straßen und Sackgassen moderner amerikanischer Vororte wird auf Englisch auch als Coving (Buchten/Ausbuchtungen bilden) bezeichnet und zielt darauf ab, grüne ruhige Anliegerstraßen mit wenig oder ohne Durchgangsverkehr zu schaffen.
Diese Synthese übernommener Traditionen wird durch die praktische Anwendung der geradlinig-orthogonalen Geometrie, das Hauptmerkmal des Rasters und dem Gebrauch zweier der Kurvengeometrie gehörenden Straßenformen erreicht.

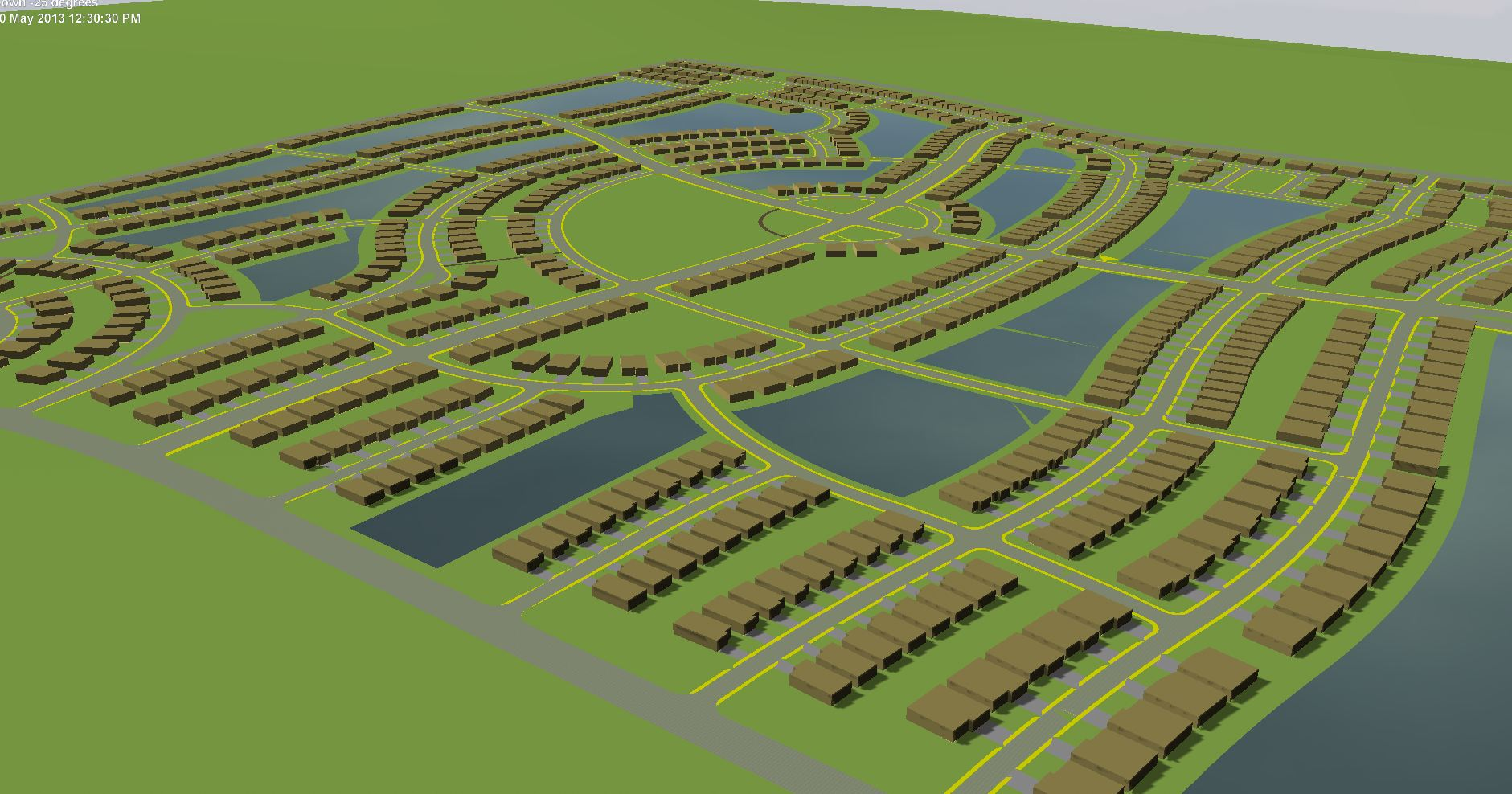
Konventioneller Entwurf eines amerikanischen Vororts

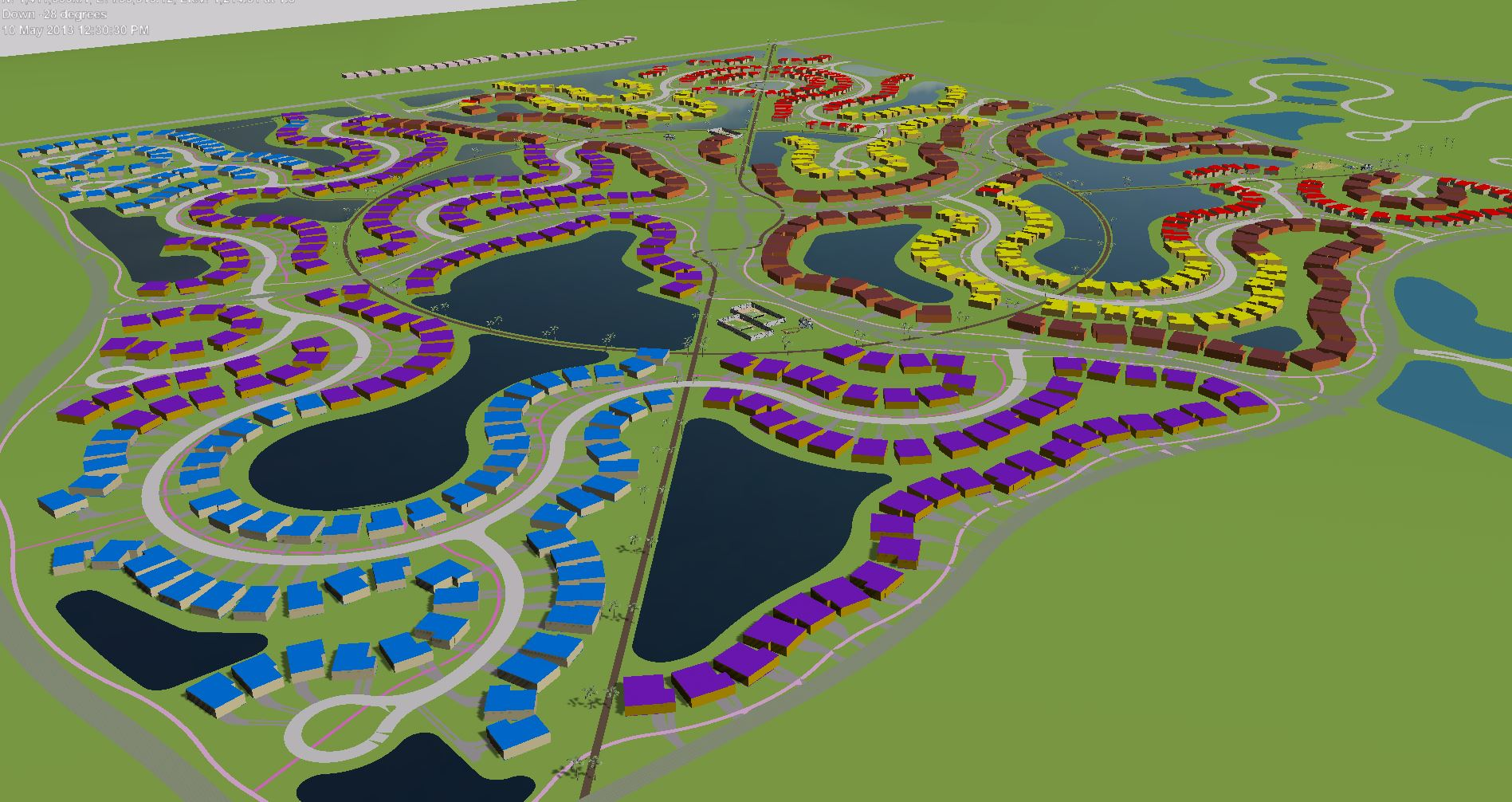
Ein nach dem Coving-Prinzip geplanter Vorort. Es hat sich gezeigt, dass bei Anlage geschwungener Straßen weniger Verkehrsfläche bei gleicher Bebauungsdichte benötigt wird.

Die Erschließungsqualität, das zweite, grundlegende Merkmal des Rasters, wird durch Fußgängerzonen wiederhergestellt, welche auch andere Fortbewegungsweisen erlauben. Diese Fußgängerzonen stellen eine dritte Komponente dar und vervollständigen das „System“. Die Fußgängerzonen werden üblicherweise durch Freiflächen geleitet, welche im Mittelpunkt der Wohngebietszellen stehen. Auf diese Weise wird das Straßennetz des Wohngebiets durch eine Mischung von Fußgängerzonen und Straßenabschnitte gekennzeichnet. Obwohl das komplette System nicht vertraut erscheint, sind die ihm zugrunde liegenden Elemente bekannt und werden oft benutzt.
Es ist das Ziel des Fused Grid, eine Ausgeglichenheit zwischen dem Fahrzeugverkehr und dem Fußgängerverkehr herzustellen, sichere Straßen zu schaffen, die die Kontaktfreude ihrer Bewohner fördern und den Zugang zu öffentlichen Einrichtungen vereinfachen. Diese Eigenschaften sowie die Vorteile der herkömmlichen Verkehrsplanung werden im Fused Grid erreicht, welche im Gegensatz zum traditionellen Raster steht. Das geradlinig-orthogonale Raster, das die nordamerikanische Stadtplanung des 17., 18., und 19. Jahrhunderts weitgehend prägte, kann auf dem im 5. Jahrhundert vor Christus lebenden Städteplaner Hippodamos (498 v. Chr. bis 408 v. Chr.) zurückgeführt werden. Er wandte das so genannte Hippodamische System für die Neugestaltung von Milet an.
Das Fused Grid besteht aus einem großangelegten und offenen Raster von Zubringerstraßen, welche den mittelmäßig bis schnellen Autoverkehr tragen. Die von diesem Raster geformten Wohnblöcke sind normalerweise etwa 16 Hektar (also in etwa 400 Meter mal 400 Meter) groß. Innerhalb eines jeden Blockes, sind die Anliegerstraßen durch halbmondförmige Straßen und Sackgassen so angeordnet, dass der Durchgangsverkehr verhindert wird. Zudem versorgt ein durchgehendes Netz von Fußpfaden die Anbindung an öffentliche Verkehrsmittel, Geschäfte und öffentliche Einrichtungen. Die Anwohner können einen Block in ungefähr fünf Minuten zu Fuß durchqueren. Die intensivsten Flächennutzungen, zum Beispiel Schulen, öffentliche Einrichtungen, Gebiete mit dichter Bebauung und die vom Einzelhandel bevorzugten Gebiete sind im Plan zentral angelegt. Diese Gebiete sind durch zweispurige Zubringerstraßen erreichbar, welche wiederum mit weiter entfernten Bestimmungsorten des Wohngebietes verbunden sind.
Der Plan ermöglicht den zügigen Fahrzeugverkehr, ohne die Sicherheit und Bequemlichkeit der Fußgänger zu beeinträchtigen. In der Wohngegend werden die Fußgänger bevorzugt, denn der Laufweg ist direkter als der Fahrweg. Auch Fahrradwege werden begünstigt, weil die Durchfahrt für Autos auf diesen Straßen weniger vorteilhaft ist.
Diese Nachbarschaftsmerkmale sind von verschiedenen Planwirtschaftlern des 20. Jahrhunderts artikuliert und kodifiziert worden, zum Beispiel von Christopher Alexander in seinem Buch A Pattern Language (eine Mustersprache). In diesem Buch findet man eine Sammlung von Entwurfsmustern, zum Beispiel Entwurfsmuster 49 (Schlängelstraßen), Entwurfsmuster 51 (Grünstraßen), Entwurfsmuster 52 (Pfadennetze und Autonetze), Entwurfsmuster 23 (Parallelstraßen), Entwurfsmuster 61 (kleine Plätze) und Entwurfsmuster 100 (Fußgängerzonen). Diese Muster findet man in jedem Planquadrat des Fused Grid.
Das Fused Grid übernimmt auch Clarence Perrys Vorschläge für eine Wohngebietsfläche von 64 Hektar und einen zehnprozentigen Anteil der Gesamtfläche für Freiflächen und Freizeit und Erholung. Im Gegensatz zu den eintönigen Rastern älterer Städte kann eine Wohngebietszelle, die im Modell des Fused Grid gestaltet wurde, von 16 Hektar verschiedene Konfigurationen aufweisen. Obwohl jede Zelle sich von der anderen in der Gestaltung unterscheidet, behält jede Konfiguration alle die ihr zugedachten Eigenschaften.
Eine rückwirkende Anwendung des Fused Grid kann man in den Innenstädten alter europäischer Städte wie Montpellier, München, Essen und Freiburg, sowie in Außenbezirken der Städte Vauban, Freiburg und Hooten in den Niederlanden beobachten. Wenn man die Beschränkungen der gebauten Umwelt mit einbezieht, sind in den meisten Fällen die den Straßenverkehr im Zentrum hemmende Rasterverschmelzung sowie die Übertragung des Fußgängernetzes auf den verbleibenden Raster augenscheinlich. In Kanada wird das Fused Grid durch die Canada Mortgage and Housing Corporation (kanadische Bundesanstalt für das Wohn- und Bauwesen) vorangetrieben.
Eine ähnliche Debatte findet auch in Europa statt, vor allem im Vereinigten Königreich, wo der Begriff filtered permeability (gefilterte Durchlässigkeit) ins Leben gerufen wurde. Dieser Begriff beschreibt städtebauliche Lagepläne, welche die Fortbewegung durch Fußgänger und Radfahrer anregen, aber den Gebrauch von Kraftwagen einschränken. Siehe auch: Permeability (spatial and transport planning).